# Карл Більзер
Карл Більзер ((нім. Karl Bielser, 1903 — ?) — швейцарський футболіст, що грав переважно на позиції нападника, під кінець кар'єри — захисника. Відомий виступами за клуб «Базель», а також національну збірну Швейцарії. Володар Кубка Швейцарії.

## Клубна кар'єра
У період з 1916 по 1936 рік Більзер провів за «Базель» 461 гру, забивши 86 голів. 268 із цих ігор відбулися в Швейцарській національній лізі, 23 — у 1-й лізі (другий дивізіон) і 32 — у Кубку Швейцарії, 136 товариських. Забив 43 голи у лізі, дванадцять у Кубку Швейцарії, а інші 30 були забиті під час товариських ігор.
Добре задокументованим є тур «Базеля» наприкінці сезону 1929—1930 років скандинавськими країнами, включно з візитом до Німеччини. Більзер був учасником цього туру. Зіграв у всіх семи матчах і забив чотири голи.
Був у складі команди «Базеля», яка виграла Кубок Швейцарії в сезоні 1932—1933 років. Фінал відбувся на стадіоні «Гардтурм» проти клубу «Грассгоппер». «Базель» переміг з рахунком 4:3 і вперше в своїй історії виграв цей титул.

## Кар'єра в збірній
Провів вісім ігор у складі збірної Швейцарії. Дебютував 11 червня 1922 року в матчі проти Австрії (1:7). Також був у складі збірної Швейцарії на літніх Олімпійських іграх 1928 року, але не грав.

## Досягнення
- Володар Кубка Швейцарії: 1932–33